# De vackraste orden – Tio visor
De vackraste orden – Tio visor är ett musikalbum från 2005 med den svenska vissångaren CajsaStina Åkerström.

## Låtlista
1. De vackraste orden (CajsaStina Åkerström) – 4:20
2. Två tungor (Finn Kalvik/Fred Åkerström) – 2:40
3. Som en längtan (CajsaStina Åkerström) – 3:45
4. Näckaspel (Alf Hambe) – 3:59
5. Nu har jag fått den jag vill ha (Olle Adolphson) – 4:38
6. Som stjärnor små (Trad/Evert Taube) – 2:47
7. Glad igen (Joni Mitchell/Ulf Lundell) – 4:19
8. Fragançia (Evert Taube) – 5:09
9. Jag ger dig min morgon (Tom Paxton/Fred Åkerström) – 5:01
10. Ser du mina händer (Nils-Petter Ankarblom/CajsaStina Åkerström) – 4:59

## Medverkande
- CajsaStina Åkerström – sång
- Steve Dobrogosz – piano
- Backa-Hans Eriksson – bas
- Johan Löfcrantz Ramsay – trummor, slagverk

## Listplaceringar
| Lista (2005) | Topplacering |
| ------------ | ------------ |
| Sverige      | 1            |